# Callevophthalmus
Callevophthalmus là một chi nhện trong họ Dictynidae.